# 1475 Yalta
Az 1475 Yalta (ideiglenes jelöléssel 1935 SM) a Naprendszer kisbolygóövében található aszteroida. P. Shajn fedezte fel 1935. szeptember 21-én.